# Türkân Akyol
Pour les articles homonymes, voir Akyol.
Türkân Akyol, née le 12 octobre 1928 à Istanbul (Turquie) et morte le 7 septembre 2017 à Ankara (Turquie),, est une médecin et femme politique turque. En 1971, elle devient la première femme ministre de l'histoire de la Turquie puis en 1982 la première rectrice d'université en Turquie.

## Biographie

### Études et carrière professionnelle
Türkan Akyol effectue ses études primaires dans plusieurs localités turques, au gré des affectations de son père, officier d'état-major. Elle sort diplômée du lycée de jeunes filles Erenköy (en) d'Istanbul en 1947.
Elle entame des études de médecine à l'université d'Ankara et obtient son diplôme en 1953. Elle se spécialise en pneumologie et commence une carrière universitaire dans le même établissement. En 1965, elle devient professeure adjointe, puis professeure titulaire en 1970. Entre 1959 et 1965, elle complète sa formation aux États-Unis, en France et aux Pays-Bas.
En 1980, Türkan Akyol est élue rectrice de l'université d'Ankara, devenant la première femme à accéder à cette fonction en Turquie. En démissionne en 1982, en raison de désaccords avec le Conseil de l'enseignement supérieur. Elle enseigne à l'université jusqu'en 1983.

### Carrière politique
Le 25 mars 1971, Türkan Akyol est nommée ministre de la Santé (en) et de la Sécurité sociale dans le gouvernement du Premier ministre Nihat Erim, devenant ainsi la première femme ministre de l'histoire de la Turquie. Elle démissionne le 13 décembre de la même année et reprend sa carrière universitaire.
En 1983, Erdal İnönü l'invite à participer à la fondation du Parti social-démocrate (en) (SODEP), dont elle devient la vice-présidente.
Lors des élections législatives de 1987, elle est élue députée de la province d'İzmir et entre au Parlement. Elle retrouve son poste de maître de conférence à la fin de la législature, en 1991. En 1992, elle est nommée ministre d'État chargée des Affaires féminines et familiales dans le gouvernement de coalition du Premier ministre Süleyman Demirel. En 1993, elle est reconduite à son poste dans le cabinet de Tansu Çiller, la première femme Première ministre de l'histoire turque.

### Mort
Türkan Akyol meurt dans un hôpital d'Ankara en 2017, à l'âge de 88 ans. Elle est enterrée au cimetière Karşıyaka (en), après des funérailles religieuses à la mosquée Maltepe (en),. Elle était mère de deux enfants.

## Hommage
Un hôpital de Bursa porte son nom.